# بورانوفکا (شهرستان رومانوفسکی، سرزمین آلتای)
بورانوفکا (به لاتین: Buranovka) یک منطقهٔ مسکونی در روسیه است که در سرزمین آلتای واقع شده‌است.